# Borbona
Borbona is een gemeente in de Italiaanse provincie Rieti (regio Latium) en telt 694 inwoners (31-12-2004). De oppervlakte bedraagt 46,5 km², de bevolkingsdichtheid is 16 inwoners per km².
De volgende frazioni maken deel uit van de gemeente: Piedimordenti, Vallemare.

## Demografie
Borbona telt ongeveer 379 huishoudens. Het aantal inwoners daalde in de periode 1991-2001 met 1,2% volgens cijfers uit de tienjaarlijkse volkstellingen van ISTAT.
| Jaar | Inwoneraantal |
| ---- | ------------- |
| 1991 | 734           |
| 2001 | 725           |

## Geografie
De gemeente ligt op ongeveer 760 m boven zeeniveau.
Borbona grenst aan de volgende gemeenten: Antrodoco, Cagnano Amiterno (AQ), Cittareale, Micigliano, Montereale (AQ), Posta.